# Vadi Al Disa
Vadi Al Disa je gorsko območje v jugozahodni provinci Tabuk v Saudovi Arabiji. Zanj je značilno obilo podzemnih voda, palm in divjih zelišč, zaradi česar ima edinstveno naravo, poleg tega pa je eden najbolj pomembnih naravnih temeljev projekta NEOM. Ime je dobil po vasi Al-Disah, ki je na vhodu v dolino z zahodne strani. Beseda Al Disah v prevodu pomeni "dolina palm". Imenuje se tudi Karaker ali Vadi Damah.

## Geografija
Dolina je jugozahodno od province Tabuk in severozahodno od rezervata princa Mohameda bin Salmana, na območju, obdanem z gorami, ki sta jim voda in veter oblikovala v različne formacije, v smislu gora in skalnatih robov, ki so oblikovali visoke stebre. Dolina, na nadmorski višini 400 m, se razteza od središča province, ki je vključena v projekt NEOM, in vsebuje arheološka najdišča, kot so: pročelja nabatejskih grobnic, vklesanih v skalo, in ostanki zidov z nabatejskimi in arabski zapisi v kufski pisavi.
Povprečna količina padavin je osem mesecev v letu, medtem ko se temperature v njej spreminjajo, saj se pozimi zniža na 12 stopinj Celzija, poleti pa se povzpne na 31 stopinj Celzija.

## Razvojni projekt
20. novembra 2018 je Javni investicijski sklad (PIF) v Saudovi Arabiji napovedal začetek »razvojnega projekta »Vadi Al-Disa«, ki je znotraj rezervata princa Mohameda bin Salmana, kar sovpada z obiskom skrbnika dveh svetih mošej, kralja Salmana bin Abdulaziza v provinco Tabuk.
Cilj projekta je spremeniti dolino v eno izmed turističnih atrakcij z ohranjanjem njene okoljske dediščine in divjih živali ter izkoristiti njen turistični potencial, saj ima dolina poleg izvirov blago podnebje in značilen gorski teren. Voda, ki teče skozi vse leto, bo plodna podlaga za zagotavljanje velikih naložbenih možnosti za razvoj naravnih in gorskih območij.